# Гиватајим
Гиватајим (хебр. גבעתיים, арап. ‏جفعاتايم‎) је град у Израелу у округу Тел Авив. Према процени из 2007. у граду је живело 49.600 становника.

## Становништво
Према процени, у граду је 2007. живело 49.600 становника.
| 1983.  | 1995.  |
| ------ | ------ |
| 46.744 | 48.851 |

## Партнерски градови
- Арад
- Велики Варадин
- Милуз
- Свети Ђорђе
- Чатануга
- Харбин
- Вац
- Еслинген ам Некар